# BeNe Volley
BeNe Volley – wspólne rozgrywki w piłce siatkowej dla drużyn z Belgii i Holandii utworzone przez stowarzyszenia Belgian Volley League oraz Coöperatie Eredivisie Volleybal Nederland (CEVN) w porozumieniu z krajowymi federacjami: Volley Belgium oraz Holenderskim Związkiem Piłki Siatkowej (niderl. Nederlandse Volleybalbond, Nevobo). Nazwa stanowi sylabowiec składający się z pierwszych sylab holenderskich nazw Belgii (België) i Holandii (Nederland). Powstanie rozgrywek ogłoszono w kwietniu 2024 roku, a wystartowały w sezonie 2024/2025.
W ramach BeNe Volley odbywają się dwa turnieje: BeNe Cup i BeNe Conference. W BeNe Cup biorą udział mistrzowie Belgii i Holandii z poprzedniego sezonu, zarówno w kategorii kobiet, jak i mężczyzn. BeNe Conference organizowana jest wyłącznie dla męskich drużyn. Stanowi wspólną część rozgrywek ligowych, w której grają po cztery najlepsze drużyny fazy zasadniczej ligi belgijskiej i holenderskiej Eredivisie.

## Historia

### Geneza
Pomysł utworzenia wspólnych rozgrywek dla klubów z Belgii i Holandii powstał w związku z dużymi różnicami poziomu sportowego w krajowych ligach. Dysproporcje między zespołami sprawiały, że rozgrywki nie cieszyły się wystarczającym zainteresowaniem widzów i sponsorów. Połączenie lig mogłoby zwiększyć liczbę meczów na wysokim poziomie oraz pozwoliłoby wykorzystać transgraniczny rynek dla celów komercyjnych. Podobne rozwiązanie zastosowano już m.in. w koszykówce (BNXT League) oraz piłce ręcznej (pierwotnie BENE-LIGA, obecnie Super Handball League). Volley Belgium, Nevobo oraz Belgian Volley League zleciły firmie Hypercube Business Innovation przeprowadzenie badania dotyczącego możliwości współpracy sportowej i handlowej między belgijskimi i holenderskimi klubami siatkarskimi. Badanie trwało od listopada 2022 roku do marca 2023 roku.
We wnioskach Hypercube zaproponował utworzenie dwóch rodzajów rozgrywek: BeNe Cup oraz BeNe Conference. Zgodnie z propozycją, o BeNe Cup co roku graliby mistrzowie Belgii i Holandii – zarówno w kategorii kobiet, jak i mężczyzn. BeNe Conference byłaby organizowana wyłącznie dla męskich klubów i stanowiłaby jeden z etapów rozgrywek ligowych. Wszystkie zainteresowane strony wyraziły zgodę na tę propozycję.

### Pierwsze lata
Rozgrywki BeNe Cup i BeNe Conference wystartowały w sezonie 2024/2025. Pierwsza edycja BeNe Cup odbyła się 29 grudnia 2024 roku w hali Maaspoort w ’s-Hertogenbosch. Najpierw rozegrano mecz kobiet – mistrz Belgii Asterix avo Beveren pokonał w czterech setach mistrza Holandii Friso Sneek. Następnie rywalizowały drużyny męskie – mistrz Belgii Knack Roeselare wygrał z mistrzem Holandii Orion Stars 3:1. Podczas BeNe Cup istniała możliwość zdobycia punktów bonusowych (BeNe Bonus Point). Raz na set trener drużyny serwującej mógł zgłosić za pomocą specjalnego sygnału chęć gry o punkt bonusowy. Wówczas drużyna grająca o punkt bonusowy za wygraną akcję otrzymywała dwa punkty.
Rozgrywki w ramach BeNe Conference rozpoczęły się w lutym 2025 roku i stanowiły drugą rundę lig krajowych. Pierwsza runda – faza zasadnicza – odbywała się na poziomie krajowym. Do BeNe Conference awansowały po cztery najlepsze zespoły fazy zasadniczej belgijskiej Lotto Volley League oraz holenderskiej BetCity Eredivisie. Były to: Knack Roeselare, Lindemans Aalst, Volley Haasrode Leuven i Tectum Achel z Belgii oraz Nova Tech Lycurgus, Orion Stars, Draisma Dynamo i Prima Donna Kaas Huizen z Holandii. Drużyny z przeciwnych państw rozegrały ze sobą po dwa spotkania systemem kołowym (mecz u siebie i rewanż na wyjeździe), a do tabeli wliczono wyniki meczów fazy zasadniczej pomiędzy zespołami z tego samego kraju. Pierwszym w historii mistrzem BeNe Conference został Knack Roeselare, drugie miejsce zajął Volley Haasrode Leuven, a trzecie – Lindemans Aalst.

## BeNe Cup

### Triumfatorzy
| Edycja | Edycja | Miejsce          | Zdobywca pucharu | Finalista   | Wynik                            | *     |
| ------ | ------ | ---------------- | ---------------- | ----------- | -------------------------------- | ----- |
| 1.     | 2024   | ’s-Hertogenbosch | Knack Roeselare  | Orion Stars | 3:1 (25:18, 22:25, 25:13, 25:18) | [ 7 ] |

| Edycja | Edycja | Miejsce          | Zdobywca pucharu    | Finalista   | Wynik                            | *     |
| ------ | ------ | ---------------- | ------------------- | ----------- | -------------------------------- | ----- |
| 1.     | 2024   | ’s-Hertogenbosch | Asterix avo Beveren | Friso Sneek | 3:1 (25:21, 25:13, 21:25, 25:12) | [ 6 ] |

## BeNe Conference

### Triumfatorzy
| Edycja | Edycja    | 1. miejsce      | 2. miejsce             | 3. miejsce      | *      |
| ------ | --------- | --------------- | ---------------------- | --------------- | ------ |
| 1.     | 2024/2025 | Knack Roeselare | Volley Haasrode Leuven | Lindemans Aalst | [ 11 ] |

### Nagrody MVP
| Sezon     | Zawodnik      | Klub            | *      |
| --------- | ------------- | --------------- | ------ |
| 2024/2025 | Basil Dermaux | Knack Roeselare | [ 12 ] |